# Rhinotyphlops scortecci
Espèce
Synonymes
- Typhlops scortecci Gans & Laurent, 1965
- Letheobia scortecci (Gans & Laurent, 1965)

Rhinotyphlops scortecci est une espèce de serpents de la famille des Typhlopidae. 

## Répartition
Cette espèce est endémique de la région du Banaadir en Somalie. Elle se rencontre jusqu'à 100 m d'altitude.

## Étymologie
Cette espèce est nommée en l'honneur de Giuseppe Scortecci.

## Publication originale
- Gans, Laurent & Pandit, 1965 : Notes on a herpetological collection from the Somali Republic. Annales du Musée Royal de l'Afrique Centrale, Série in Octavo, Science Zoologique, Tervuren, vol. 134, p. 1-93.